# Plaça de l'U d'Octubre del 2017
La plaça de l'U d'Octubre del 2017 o plaça del Primer d'Octubre del 2017 és un espai públic del municipi de Girona. Situada al centre de la ciutat, es tracta d'una de les places més grans de la capital gironina, que limita amb la Gran Via de Jaume I, el carrer de la Séquia, el carrer de Francesc Eiximenis i la plaça de Santa Susanna. És una obra inclosa a l'Inventari del Patrimoni Arquitectònic de Catalunya.
El nom actual de la plaça va ser aprovat per majoria absoluta durant el ple municipal del dilluns, dia 12 de febrer del 2018, amb els vots a favor dels grups municipals CiU (10 regidors), ERC (4 regidors) i la CUP (4 regidors), i amb els vots en contra del PSC (4 regidors), Cs (2 regidors) i el PP (1 regidor). Fins llavors, l'espai es coneixia amb el nom de plaça de la Constitució.

## Descripció
La plaça de l'U d'Octubre es troba en un terreny irregular al terme municipal de Girona. Un seguit d'edificis heterogenis tant morfològicament com funcional, envolten el perímetre de l'esmentada plaça.

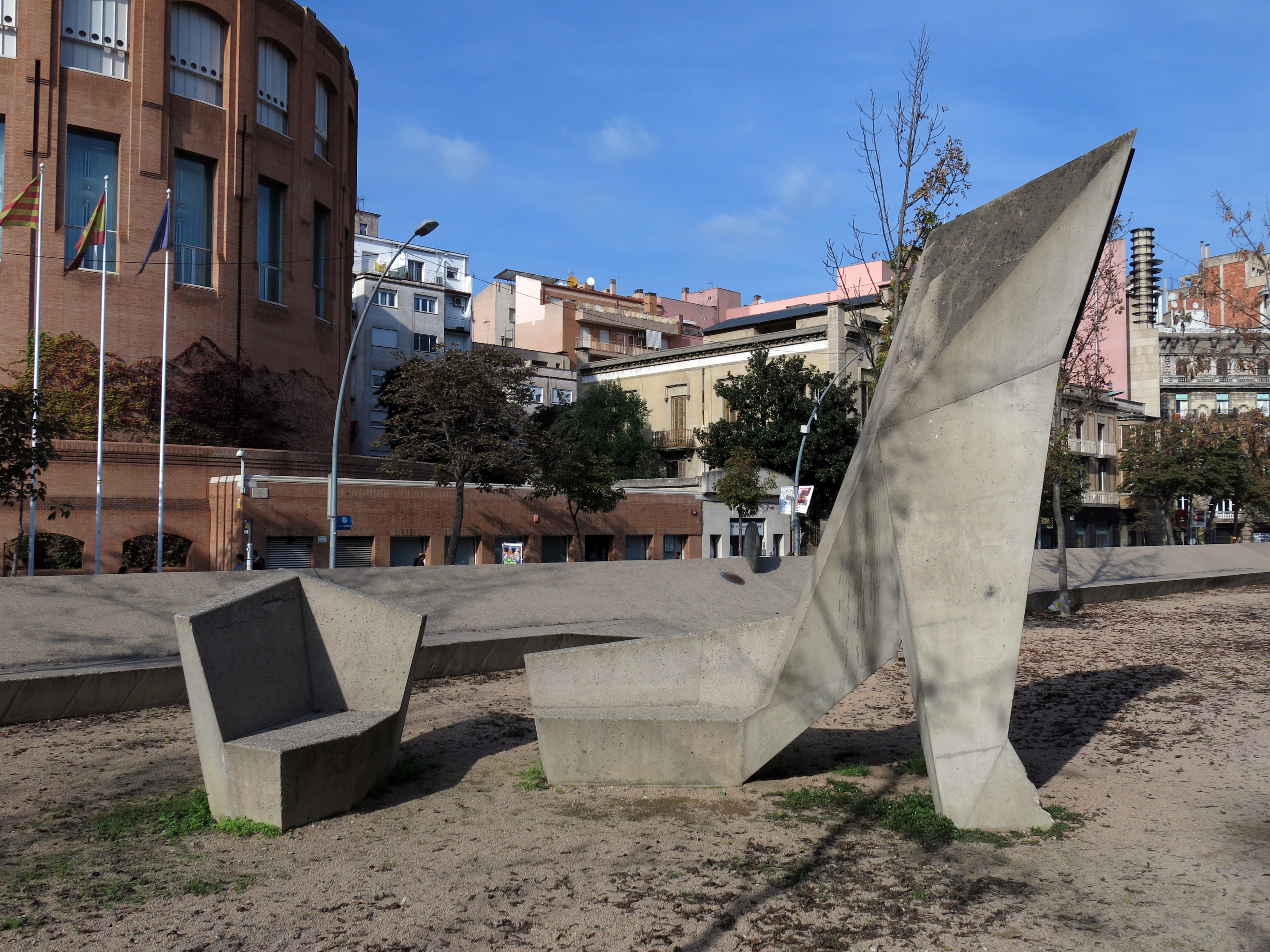
Bancs de la plaça

Aquesta es divideix en dues parts. La primera correspondria al que coneixem com a plaça dura i és la zona dels vianants. Forçosament havia de tenir aquestes característiques, ja que està sobre un aparcament soterrani. El rasant és una mica superior respecte al nivell del carrer i queda delimitada per un mur de formigó que dona sensació de contenció de l'espai.
L'altra part és una zona natural on hi ha plantacions d'arbres disposats paral·lelament recordant la Devesa gironina. Entre els arbres hi ha algunes escultures i mobiliari urbà singulars que tenen un vincle amb els edificis que envolten la plaça. A l'espai que mira al Banc d'Espanya hi ha un mur perimetral amb monedes de bronze que recorden les monedes espanyoles.
Altres elements surreals són les mosques als escossells dels arbres, en referència a la llegenda de Sant Narcís, patró de la ciutat; bancs amb formes antropomorfes; escopidors de pluja en forma de carpes de riu; un megàfon amb potes i la font de lletres que brolla vers els quatre rius de la ciutat.
Davant de la font hi ha una escultura de bronze de Francisco López Hernández que representa una nena nascuda a Girona el dia de la promulgació de la Constitució, el 6 de desembre de 1978. La idea és que es vagi completant cada cinc o deu anys amb la figura de la mateixa noia. Hi ha una intenció simbòlica que la plaça continuï modificant-se amb el temps. També hi ha la columna dedicada a una constitució anterior, la promulgada el 1869, que es troba molt a prop de la plaça de la Constitució, a la plaça de l'Hospital.

## Interpretació
En un article publicat a Quaderns d'Arquitectura (número 190, juliol-setembre de 2001) es parla d'aquesta plaça com d'un test a la ciutat, com una mena de recreació d'una arbreda separada dels carrers pels curiosos volums de formigó polièdrics. A banda d'aquestes peces de formigó, a la plaça de la Constitució s'hi van incloure uns caps de carpes de l'Onyar, que serveixen com a escopidors de pluja; una font de lletres que regalima en els quatre rius de la ciutat; unes mosques narcisianes als escocells dels arbres; uns divertits bancs que prenen diferents formes i diferents monedes, just davant de la que va ser seu del Banc d'Espanya (obra dels arquitectes Lluís Clotet i Ignasi Paricio, guardonat amb el premi FAD 1990).

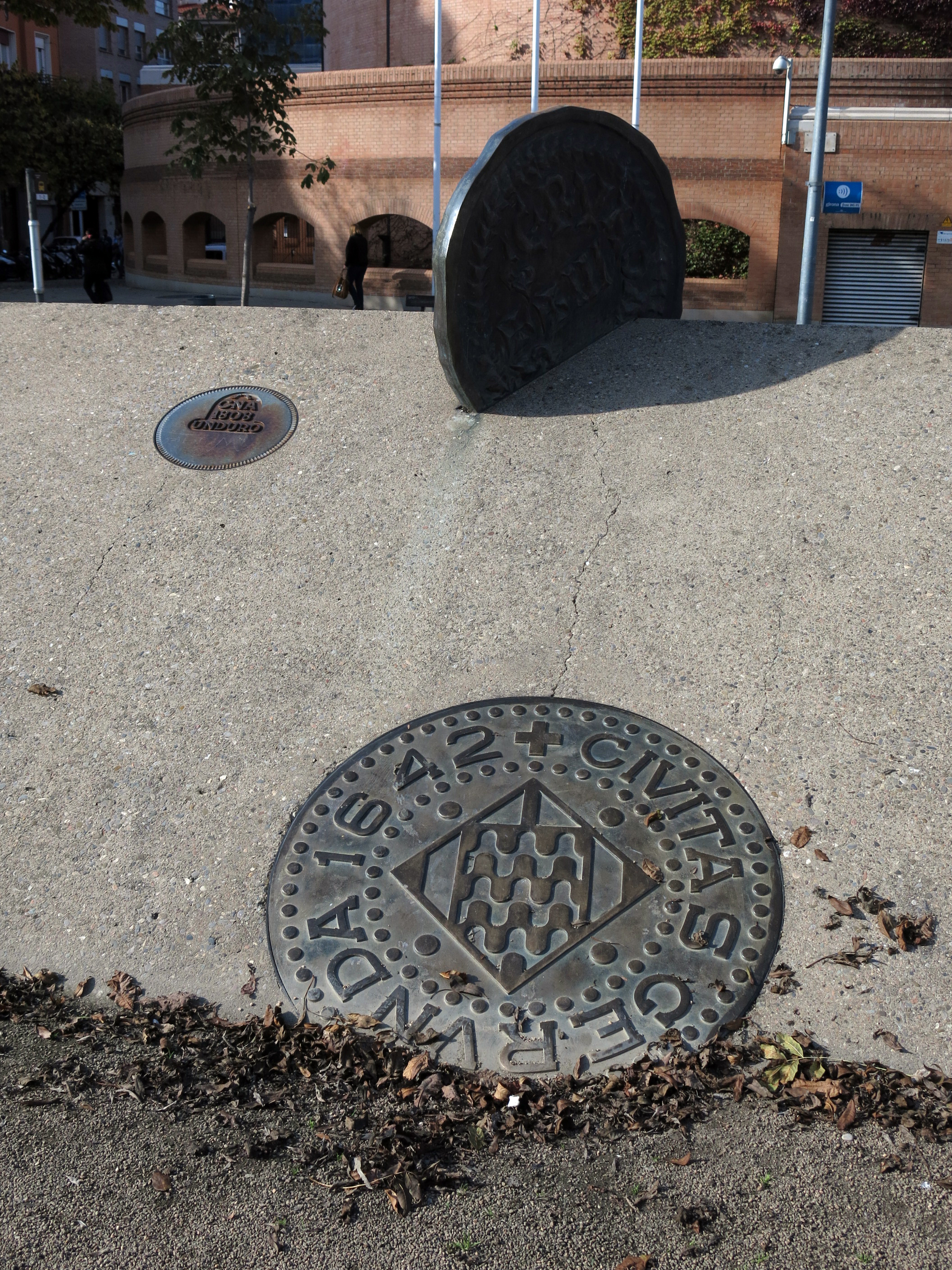
Antigues monedes gironines a la plaça de l'U d'Octubre del 2017

Segons s'explica al catàleg de l'exposició De la pesseta a l'euro. Història de la pesseta: 1868-2001 (Fundació Caixa de Girona, 2001) podem saber la història d'una d'aquestes monedes: el duro de Girona del 1808 (la paraula duro inscrita com a valor damunt d'una moneda tan sols apareix en dues emissions de necessitat a la guerra de la Independència, aquesta de Girona i una altra de Tortosa) es va encunyar durant la Guerra de la Independència mentre la ciutat estava lliure de l'ocupació francesa. La falta de numerari va dur la Junta Local de Govern de Girona a fabricar moneda a partir de la plata recollida en cases particulars i esglésies. Era el 18 de desembre de 1808. Julián de Bolívar, governador interí de la ciutat, va ordenar el 20 de gener de 1809 que els duros encunyats aquells dies fossin tinguts per bons i vertaders.

## Història
L'any 1983 l'Ajuntament de Girona va decidir dedicar una plaça commemorativa a la Constitució espanyola de 1978. Amb tal objecte, es va triar una parcel·la de terreny triangular a la zona històrica del Mercadal, limítrof entre l'eixample del segle xix i el nucli històric. El projecte de reordenació d'aquest espai es va encarregar a l'equip format per Elies Torres, José A. Martínez Lapeña, Juli Esteban, Antoni Font i Jon Montero, amb la col·laboració de l'arquitecte Carles Lloret i dels aparelladors S. Passarin i Ll. Sànchez. El nom de l'espai es va aprovar el 4 de desembre del 1981 pel ple municipal d'aquell moment.
L'origen més antic de la plaça va lligat a la séquia Monar de Girona, que travessava i que, de fet, segueix travessant el terreny –ara subterràniament- per desembocar a l'Onyar. La força de l'aigua va ser la que va propiciar-hi la construcció de fàbriques properes fins a principis dels anys 70. Amb la marxa d'indústries com la Grober, i la qualificació del terreny com a zona verda pel Pla General de 1971, l'espai va haver de quedar lliure. Era el primer pas per a la construcció d'una plaça, prevista en el Pla Parcial Mercadal del 1974. Des de llavors, la zona va patir diverses modificacions fins a arribar a l'aspecte actual de la plaça, com ara expropiacions d'edificis, adquisició de propietats o enderrocament d'immobles.
Des del 12 de febrer del 2018 l'espai va prendre oficialment el nom de plaça de l'U d'Octubre del 2017 com a símbol de rebuig a la repressió policial que es va viure a Girona el dia del referèndum de l'1 d'octubre i per fer homenatge a l'espai on, durant els mesos previs i posteriors al referèndum van tenir lloc concentracions a favor de la democràcia, la República i la llibertat dels presos.